# Chemins de fer régionaux de Franche-Comté
Les Chemins de fer régionaux de Franche-Comté (RFC) ont formé un réseau de chemin de fer départemental à voie métrique composé d'une ligne de 45 km desservant le département du Doubs entre 1905 et 1952.

## Histoire
- 19 avril 1898 : le conseil général du Doubs entérine la construction d'une ligne ferroviaire entre Morteau et Maîche[Cuynet_et_Reichard 1].
- 11 janvier 1901 : la ligne de Morteau à Maîche est déclarée d'utilité publique[Cuynet_et_Reichard 1].
- 12 décembre 1902 : création officielle de la compagnie du Chemin de fer de Morteau à Maîche (MM)[Cuynet_et_Reichard 1].
- 26 décembre 1903 : création de la compagnie du Régional de Franche-Comté (RFC) qui reprend les actifs de la Compagnie du chemin de fer de Morteau à Maîche[Cuynet_et_Reichard 2].
- 23 juillet 1904 : déclaration d'utilité publique de la ligne de Maîche à Trévillers.
- 8 janvier 1905 : mise en service d'une première portion entre Morteau et Les Fontenelles[Cuynet_et_Reichard 3].
- 1er juin 1905 : la liaison jusqu'à Maîche est ouverte[Cuynet_et_Reichard 3].
- 11 août 1905 : inauguration officielle de la ligne de Morteau à Maîche en présence du ministre de l'Instruction publique Jean-Bienvenu Martin[Cuynet_et_Reichard 3].
- 1er juillet 1908 : mise en service de la ligne de Maîche à Trévillers[Cuynet_et_Reichard 4].
- 4 octobre 1908 : inauguration de la ligne de Maîche à Trévillers[Cuynet_et_Reichard 4].
- 26 juin 1947 : le conseil général décide de rattacher le RFC à la Compagnie des Chemins de fer du Doubs (CFD) à compter du 1er janvier 1948[Cuynet_et_Reichard 5].
- 1er septembre 1950 : la Régie Départementale des Transports du Doubs (RDTD) se substitue aux CFD[Cuynet_et_Reichard 6].

- 1er avril 1952 : fermeture de la ligne[Cuynet_et_Reichard 7].

## La ligne
- Morteau - Les Fontenelles, inaugurée le 8 janvier 1905.
- Les Fontenelles - Maîche, inaugurée le 1er juin 1905.
- Maîche - Trévillers, inaugurée le 1er juillet 1908.

## Matériel roulant
Locomotives à vapeur

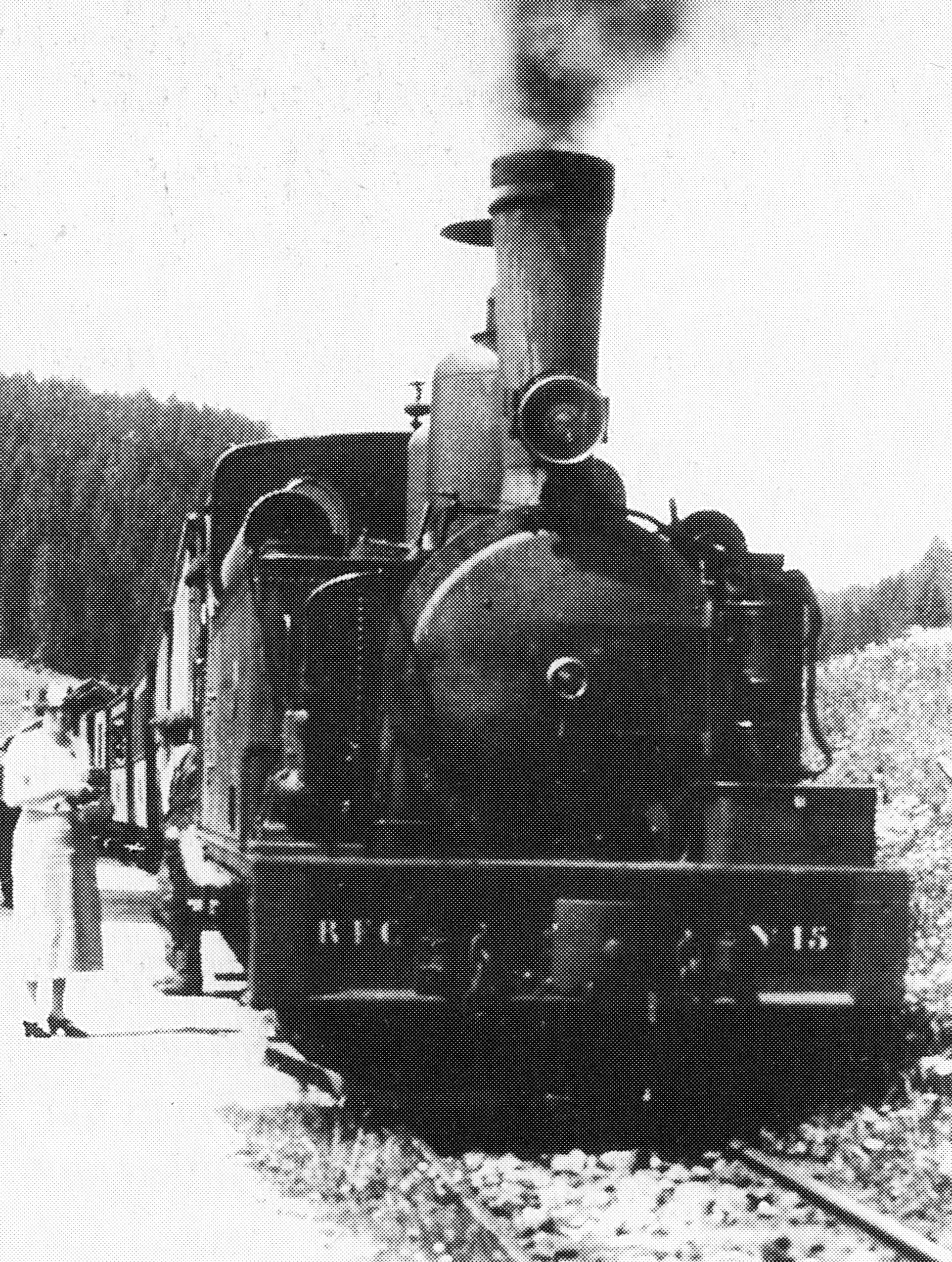
Locomotive Corpet - Louvet 030no 15 en gare de Maiche.

- N° 11, locomotive 030T Corpet-Louvet, N° constructeur (1034) 1906, remplace la 4 du M.M
- N° 12 à 14, locomotives 030T Corpet-Louvet, N° constructeur (946-949) 1904, ex-no 5 à 7 du M.M
- N° 15,  locomotive 030T Corpet-Louvet, N° constructeur (1035) 1906,
- N° 16,  locomotive 130T Pinguély, N° constructeur (335) 1913,

Voitures à voyageurs
- 10 voitures à 2 essieux

Fourgons à bagages
- 3 fourgons à bagages

Wagons de marchandises
- 75 unités

Matériel complémentaire
- Autorail Brissonneau et Lotz N° 42, acquis en seconde main en 1950, auprès des chemins de fer de l'Anjou.